# ناحیه بن عزوز
ناحیه بن عزوز (به عربی: دائرة بن عزوز) یک ناحیه در الجزایر است که در استان سکیکده واقع شده‌است. ناحیه بن عزوز ۵۰۴٫۱۹ کیلومتر مربع مساحت و ۴۵٬۱۳۹ نفر جمعیت دارد.